# Лапочка 2: Город танца
«Лапочка 2: Город танца» — американский фильм 2011 года.

## Сюжет фильма
Фильм рассказывает о Марии Рамирес. После проблем с законом Мария возвращается в свой неприглядный родной Бронкс, чтобы начать жизнь сначала, в тайне лелея надежду о том, что когда-нибудь станет известной танцовщицей.
Мария живёт со своей опекуном — матерью Хани Дэниелс (героини первого фильма), работает в магазине, кое-как сводит концы с концами. Судьба сталкивает Марию с группой танцоров-самоучек при весьма своеобразных обстоятельствах. Чуть позже лидер этой группы — Брендон — замечает девушку в клубе и не без внимания остаются её талант и манера танцевать. Он приглашает её в группу, но получает отказ. Тем временем мастерство Марии привлекает её бывшего бойфренда Луиса, харизматичного лидера побеждающей танцевальной команды 718, который пытается вернуть её в мир улиц — мир, из которого она пытается бежать. Как раз в это время проходят кастинг на танцевальную битву. Кого же выберет Мария? 718, которые напоминают ей о былых временах или новоиспечённых HD, не уверенных в себе и не особенно доверяющих друг другу. На кону всё…

## В ролях
- Катерина Грэхэм — Мария Рамирес
- Рэнди Вейн — Брэндон
- Сейшелл Гэбриел — Тина
- Марио Лопес — в роли самого себя
- Одрина Пэтридж — Мэлинда
- Брэндон Молале — офицер Гордон
- Джерри Бэдноб — мистер Капур
- Лонетт МакКи — Конни Дэниелс
- Мелисса Молинаро — Карла
- Лориэн Гибсон — Катрина
- Бо «Каспер» Смарт — Рикки
- Тайлер Нельсон — Дарнелл
- Кристофер «War» Мартинес — Луис
- Бриттани Перри-Расселл — лирик
- Алексис Джордан — в роли самой себя